# Gogi Knežević
Gojko „Gogi“ Knežević (* 21. August 1979 in Wien) ist ein ehemaliger österreichischer Profiboxer im Mittelgewicht.
Seine größten Erfolge waren der Gewinn des Österreichischen Meistertitels der Amateure 2004 sowie der Internationale Serbische- und Österreichische Meistertitel der Profis. Darüber hinaus ist er ehemaliger Weltmeister der Verbände Professional Box Union (PBU) und Global Boxing Union (GBU), sowie ehemaliger Interkontinentaler Meister der World Boxing Federation (WBF).
Mit dem Gewinn des CISBB-Europatitels wurde er im Juni 2016 erster österreichischer Titelträger des World Boxing Council (WBC), einer der vier einflussreichsten Weltverbände im Boxsport.

## Anfänge
Knežević, dessen Eltern aus Serbien stammen, begann im Alter von sechs Jahren mit dem Boxen und trainierte bis zu seinem zehnten Lebensjahr. Danach wechselte er zum Basketball, wo er im Alter von 17 Jahren ins Nationalteam aufgenommen wurde und einen Profivertrag bei den Oberwart Gunners erhielt.
Ab dem 20. Lebensjahr widmete er sich jedoch wieder dem Boxsport und bestritt erste Amateurkämpfe in Serbien, ehe er in Österreich vom ehemaligen Europameister Edip Sekowitsch trainiert wurde und im Jahr 2004, Österreichischer Meister im Weltergewicht wurde.

## Profikarriere
Mit 24 wurde er Profi, gewann seine ersten vier Kämpfe und boxte schließlich am 25. Juni 2006 gegen Gotthard Hinteregger um die österreichische Meisterschaft im Halbmittelgewicht. Knežević führte zwar in den ersten drei Runden nach Punkten, vergaß jedoch in der vierten Runde auf seinen Mundschutz, wobei sich nach einer Geraden von Hinteregger, einer seiner Schneidezähne schräg in den Unterkiefer bohrte und er daraufhin seinen Mundschutz nicht mehr einsetzen konnte. Ringrichter Ernst Salzgeber beendete daraufhin den Kampf, Hinteregger wurde zum Sieger durch technischen K. o. erklärt.
Nach sechs Siegen in Folge, wurde Knežević jedoch am 30. November 2007 mit einem Punktesieg gegen Ronny Mittag, Internationaler Serbischer Meister im Halbmittelgewicht. Am 19. Oktober 2008 wurde er mit einem Punktesieg gegen János Petrovics, auch noch Internationaler Österreichischer Meister im Halbmittelgewicht.
Am 4. April 2009 boxte er gegen den Franzosen Cédric Vitu um den vakant gewordenen WBC-Mittelmeerraum-Meistertitel (Mediterranean) im Halbmittelgewicht, verlor jedoch durch K. o. in Runde 11.
Am 26. Juni 2010 boxte er gegen den Deutsch-Russen Viktor Dick um den Interkontinentalen Meistertitel der WBF, um mit einem Sieg zum Pflichtherausforderer des amtierenden WBF-Weltmeisters Kreshnik Qato aus Albanien zu werden. Knežević erlitt eine Schwellung über dem linken Jochbein während der mittleren der zwölf Runden. Bis zur vierten Runde war der Kampf laut Punktrichterzetteln relativ ausgeglichen, jedoch ließ die Gegenwehr von Knežević in den weiteren Runden nach, und ihm wurde in der achten Runde ein Punkt wegen wiederholtem Ausspucken des Mundschutzes abgezogen. Im weiteren Verlauf punktete der konditionell stärkere Dick und der Ringrichter beendete den Kampf nach zwei weiteren Runden in der zehnten Runde, nachdem die Gegenwehr von Knežević sich erheblich verringert hatte. Dick siegte durch technischen K. o. Kneževićs eigentlicher Gegner hätte Omar Siala sein sollen, der lediglich unter den Top 30 in Deutschland gereiht war, wegen einer Verletzung jedoch kurzfristig durch Viktor Dick ersetzt wurde, der zu der Zeit zu Top 10 der deutschen Mittelgewichtler gehörte und Siala in seinem letzten Kampf besiegt hatte.
Am 30. April 2011 boxte er gegen János Varga im Budocenter Wien um den Weltmeistertitel der PBU und gewann durch technischen K. o. in Runde 7. Am 18. November 2011 boxte er erneut um den WBC-Mittelmeerraum-Titel, verlor jedoch durch TKO in Runde 8 gegen Gökalp Özekler.
Am 16. Juni 2012 gewann er in Güssing durch einen TKO-Sieg in der zwölften Runde gegen den US-Amerikaner Bruce Rumbolz zusätzlich den WM-Titel der GBU. Am 22. März 2013 sollte er in der Berliner Universal Hall um den Internationalen Meistertitel der IBF im Halbmittelgewicht boxen. Sein dafür vorgesehener, ungeschlagener deutscher Gegner Besar Nimani musste den Kampf jedoch aufgrund einer erlittenen Trainingsverletzung absagen.
Am 4. Mai 2013 sicherte er sich durch einstimmigen Punktesieg gegen den Ungar József Matolcsi, die Interkontinentale Meisterschaft der WBF im Mittelgewicht. Diese verteidigte er erstmals am 7. Dezember 2013 gegen den Georgier Robison Omsarashvili. Im Mai 2014 boxte er in Fürstenwalde gegen Nick Klappert um die Interkontinentale Meisterschaft der IBO im Halbmittelgewicht, verlor jedoch durch K. o. in der dritten Runde.
Am 27. Juni 2015 boxte er im kanadischen Ajax um den Interkontinentalen Meistertitel der WBA im Halbmittelgewicht. Dabei erlitt er jedoch eine vorzeitige Niederlage gegen den ungeschlagenen Kanadier Brandon Cook.
Am 4. Juni 2016 gewann er bei der „Vendetta Fight Night“ den CISBB-Titel der WBC im Mittelgewicht durch einstimmigen Punktesieg gegen Vladimír Říha. Er ist damit der erste Österreicher, der einen Titel dieses Weltverbandes gewinnen konnte.
Am 24. März 2017 boxte er in der schottischen Hauptstadt Edinburgh um den Europameistertitel der WBO im Mittelgewicht und verlor durch TKO in der dritten Runde gegen Conrad Cummings. Am 20. Oktober 2018 verlor er durch TKO in der ersten Runde gegen den Amateurweltmeister und Olympiadritten Mohammed Rabii.
Am 13. April 2019 verlor er durch TKO in der achten Runde gegen Marcos Nader. In dem Kampf ging es um die Internationale Meisterschaft der IBF im Mittelgewicht.
Seinen Abschiedskampf bestritt er im Alter von 42 Jahren am 2. April 2022 live auf ORF SPORT + bei der Bounce Fight Night und siegte dabei durch TKO in der ersten Runde gegen János Vas.

## Liste der Profikämpfe
| Jahr | Tag           | Ort                               | Gegner               | Ergebnis für Knežević                       |
| ---- | ------------- | --------------------------------- | -------------------- | ------------------------------------------- |
| 2022 | 2. April      | Wien, Österreich                  | János Vas            | TKO-Sieg 1. Runde (6 Runden)                |
| 2020 | 11. September | Budapest, Ungarn                  | Balázs Bácskai       | KO-Niederlage 2. Runde (8 Runden)           |
| 2019 | 6. Oktober    | Hamburg, Deutschland              | Ferenc Hafner        | Punktniederlage (6 Runden)                  |
| 2019 | 13. April     | Wien, Österreich                  | Marcos Nader         | TKO-Niederlage 8. Runde (10 Runden)         |
| 2019 | 17. Februar   | Hamburg, Deutschland              | Zsolt Friesz         | KO-Sieg 2. Runde (6 Runden)                 |
| 2018 | 20. Oktober   | Marseille, Frankreich             | Mohammed Rabii       | TKO-Niederlage 1. Runde (8 Runden)          |
| 2018 | 16. März      | Wien, Österreich                  | Achilles Szabó       | Punktsieg (8 Runden)                        |
| 2017 | 15. Oktober   | Salzburg, Österreich              | Krisztián Santa      | TKO-Sieg 3. Runde (8 Runden)                |
| 2017 | 24. März      | Edinburgh, Schottland             | Conrad Cummings      | TKO-Niederlage 3. Runde (12 Runden)         |
| 2016 | 4. Juni       | Wien, Österreich                  | Vladimír Říha        | Punktsieg (10 Runden)                       |
| 2016 | 12. März      | Wien, Österreich                  | József Kormány       | Punktsieg (8 Runden)                        |
| 2015 | 10. Oktober   | Wien, Österreich                  | Gábor Farkas         | KO-Sieg 1. Runde (8 Runden)                 |
| 2015 | 27. Juni      | Ajax, Kanada                      | Brandon Cook         | TKO-Niederlage 4. Runde (12 Runden)         |
| 2015 | 28. Februar   | Wien, Österreich                  | János Varga          | Punktsieg (8 Runden)                        |
| 2015 | 7. Februar    | Wien, Österreich                  | Ivan Duvancic        | Punktsieg (6 Runden)                        |
| 2014 | 10. Mai       | Fürstenwalde, Deutschland         | Nick Klappert        | KO-Niederlage 3. Runde (12 Runden)          |
| 2013 | 7. Dezember   | Wien, Österreich                  | Robison Omsarashvili | Disqualifikations-Sieg 9. Runde (12 Runden) |
| 2013 | 4. Mai        | Schwechat, Österreich             | József Matolcsi      | Punktsieg (12 Runden)                       |
| 2013 | 27. Januar    | Wien, Österreich                  | Ivan Godor           | Punktsieg (6 Runden)                        |
| 2012 | 25. November  | Wien, Österreich                  | Attila Orsos         | KO-Sieg 1. Runde (6 Runden)                 |
| 2012 | 16. Juni      | Güssing, Österreich               | Bruce Rumbolz        | TKO-Sieg 12. Runde (12 Runden)              |
| 2011 | 18. November  | Cuxhaven, Deutschland             | Gökalp Özekler       | TKO-Niederlage 8. Runde (12 Runden)         |
| 2011 | 22. Oktober   | Gallneukirchen, Österreich        | László Haaz          | Punktsieg (6 Runden)                        |
| 2011 | 30. April     | Wien, Österreich                  | János Varga          | TKO-Sieg 7. Runde (12 Runden)               |
| 2010 | 25. September | Wien, Österreich                  | Krisztian Erdei      | TKO-Sieg 1. Runde (8 Runden)                |
| 2010 | 26. Juni      | Wien, Österreich                  | Viktor Dick          | TKO-Niederlage 10. Runde (12 Runden)        |
| 2010 | 30. Januar    | Wien, Österreich                  | Alexander Riegel     | Punktsieg (6 Runden)                        |
| 2009 | 26. Dezember  | Wien, Österreich                  | Marian Gabris        | TKO-Sieg 2. Runde (6 Runden)                |
| 2009 | 3. Oktober    | Wien, Österreich                  | Joseph Sovijus       | TKO-Sieg 4. Runde (6 Runden)                |
| 2009 | 20. Juni      | Belgrad, Serbien                  | Zoltán Borovics      | TKO-Sieg 1. Runde (6 Runden)                |
| 2009 | 4. April      | Rosny-sur-Seine, Frankreich       | Cédric Vitu          | KO-Niederlage 11. Runde (12 Runden)         |
| 2009 | 7. März       | Wien, Österreich                  | Gabor Balogh         | TKO-Sieg 2. Runde (6 Runden)                |
| 2008 | 19. Oktober   | Vösendorf, Österreich             | János Petrovics      | Punktsieg (10 Runden)                       |
| 2008 | 19. April     | Belgrad, Serbien                  | Zoran Cvek           | Unentschieden (6 Runden)                    |
| 2008 | 22. Februar   | Wien, Österreich                  | Renato Gogošević     | Punktsieg (6 Runden)                        |
| 2007 | 30. November  | Loznica, Serbien                  | Ronny Mittag         | Punktsieg (10 Runden)                       |
| 2007 | 5. Oktober    | Belgrad, Serbien                  | Ivan Duvancic        | KO-Sieg 2. Runde (6 Runden)                 |
| 2007 | 9. September  | Nova Pazova, Serbien              | Thomas Hengstberger  | Punktsieg (6 Runden)                        |
| 2007 | 18. März      | Wien, Österreich                  | Marian Tomcany       | TKO-Sieg 2. Runde (6 Runden)                |
| 2006 | 18. November  | Steyr, Österreich                 | Kornel Csesznyak     | Punktsieg (4 Runden)                        |
| 2006 | 28. Oktober   | Wien, Österreich                  | Mario Stojka         | TKO-Sieg 3. Runde (6 Runden)                |
| 2006 | 28. Juli      | Wien, Österreich                  | Mihai Macovei        | Punktsieg (6 Runden)                        |
| 2006 | 25. Juni      | Velden am Wörther See, Österreich | Gotthard Hinteregger | TKO-Niederlage 4. Runde (10 Runden)         |
| 2006 | 6. Mai        | Kufstein, Österreich              | Csaba Bajczik        | TKO-Sieg 4. Runde (6 Runden)                |
| 2005 | 26. November  | Steyr, Österreich                 | Jasmin Alimanović    | Punktsieg (4 Runden)                        |
| 2005 | 5. Oktober    | Belgrad, Serbien                  | Stefan Dimitrow      | Punktsieg (4 Runden)                        |
| 2004 | 8. Mai        | Wien, Österreich                  | Gheorghe Marian      | Punktsieg (6 Runden)                        |

## Sonstiges
- Seit der Ermordung seines Trainers Edip Sekowitsch im August 2008, wird er von Johann Senfter trainiert. Von Oktober 2009 bis Anfang 2010 wurde er von FPÖ-Parteichef Heinz-Christian Strache gesponsert und hat einen Auftritt im Musikvideo zu Perestroika von Kid Pex. Seit August 2012 ist er verheiratet.
- 2015 eröffnete er einen Boxclub in Wien.